# Erythrina tajumulcensis
Erythrina tajumulcensis är en ärtväxtart som beskrevs av Krukoff och Rupert Charles Barneby. Erythrina tajumulcensis ingår i släktet Erythrina och familjen ärtväxter. Inga underarter finns listade i Catalogue of Life.